# 耶路撒冷大使馆法案
《1995年耶路撒冷大使馆法案》是美国第104届国会在1995年10月23日通过的一项公法。拟议法律在参议院（93–5）和众议院（374–37）均得到通过，法案在没有总统签署的情况下成为法律。
法案承认耶路撒冷是以色列国的首都，并呼吁耶路撒冷保持不可分割的城市地位。法案目的是拨出资金，在1999年5月31日前将美國駐以色列大使館从所在地特拉维夫迁至耶路撒冷。为此，法案扣留了1999财年拨给国务院专门用于“购置和维护海外建筑物”资金的50%，直到美国驻耶路撒冷大使馆正式开馆。
尽管得到通过，但法案允许总统以“国家安全”为由行使为期六个月的豁免权，并在六个月后重新行使豁免。比尔·克林顿、乔治·沃克·布什以及贝拉克·奥巴马曾多次行使豁免权。唐納·川普在2017年6月行使了豁免。2017年6月5日，美国参议院以90-0一致通过纪念耶路撒冷统一50周年的决议，并重申了《耶路撒冷大使馆法案》，呼吁总统和美国官员遵守其规定。2017年12月6日，特朗普承认耶路撒冷为以色列首都，并下令计划搬迁大使馆。但在宣布后，特朗普再次行使了法案豁免权，将搬迁时间推迟了六个月以上。不过，从法律上讲，美国大使馆可以随时搬迁，而无需依赖法案。
2018年2月23日，特朗普宣布美國駐以色列大使館将在当时美國駐耶路撒冷總領事館的阿诺纳领事服务场所重新开馆。2018年5月14日，恰逢以色列独立宣言发表70周年之际，美国大使馆正式迁至耶路撒冷。